# Sul Catarinense
 Sul Catarinense è una mesoregione dello Stato di Santa Catarina in Brasile.

## Microregioni
È suddivisa in 3 microregioni:
- Araranguá
- Criciúma
- Tubarão